# Квинахак (Аљаска)
Квинахак (енгл. Quinhagak, /ˈkwɪnəhɑːk/) град је у америчкој савезној држави Аљаска.

## Демографија
По попису из 2010. године број становника је 669, што је 114 (20,5%) становника више него 2000. године.
| Група                 | 2000.     | 2010.       |
| Амерички староседеоци | 533 (96%) | 625 (93,4%) |
| Белци                 | 15 (2,7%) | 15 (2,2%)   |
| Афроамериканци        | 0 (0,0%)  | 0 (0,0%)    |
| Азијати               | 0 (0,0%)  | 0 (0,0%)    |
| Хиспаноамериканци     | 4 (0,7%)  | 3 (0,4%)    |
| Укупно                | 555       | 669         |